# 숀 로러
숀 로러(Sean Lawlor, 1954년 1월 25일 ~ 2009년 10월 10일)는 아일랜드의 배우이다.
더블린에서 태어났으며 더블린에서 사망하였다.

## 영화
- 메가 샤크 Vs. 자이언트 옥토퍼스 (2009년)
- 해저 3만리 (2007년)
- 온 브로드웨이 (2007년)
- 레드 로즈 앤 페트롤 (2003년)
- 세컨드 시빌 워 (1997년)
- 스페이스 트러커 (1997년)
- 핀바를 찾아서 (1996년) - 마이클 플린 역
- 트로전 에디 (1996년)
- 서티 파이브 어사이드 (1995년)
- 브레이브하트 (1995년) - 말콤 월리스 역
- 아버지의 이름으로 (1993년)
- 영웅 (1988년)